# Ksenija Fëdorova
Ksenija Vladimirovna Fëdorova (in russo Ксения Владимировна Фёдорова?; Kazan', 26 dicembre 1980) è una giornalista russa.
È presidente e direttrice dell'informazione del canale RT France, filiale francofona del canale internazionale russo Russia Today. Riconosciuta come agente del Cremlino, nel 2025 ha lavorato per vari organi di informazione di proprietà di Vincent Bolloré, proprietario anche della casa editrice che ha pubblicato il suo libro d'esordio.

## Biografia
Nata a Kazan, suo padre è ingegnere spaziale mentre sua madre ha lavorato come giornalista per il quotidiano governativo Rossiyskaya Gazeta prima di diventare imprenditrice. Ha conseguito un Executive MBA presso la Berlin School of Creative Leadership nel 2014.
Seppur priva di formazione giornalistica, nel febbraio 2006 ha iniziato la sua carriera all'interno del gruppo RT, realizzando alcuni servizi di attualità. Nel marzo 2007 viene promossa a direttrice dell'ufficio sviluppo e promozione dei progetti, e nel 2012 è diventata capo del dipartimento informazioni per la Russia e i paesi baltici. Nel 2015 è diventata direttrice dell'agenzia di stampa Ruptly, con sede a Berlino.
Nel 2017 è diventata presidente e direttrice dell'informazione della società RT France, inizialmente attiva come sito web e poi come rete televisiva dal 18 dicembre 2017. In qualità di direttrice del notiziario, ha definito il canale come "una fonte di opinione alternativa, diversa dai media tradizionali francesi". Il ricercatore Maxime Audinet ha dichiarato che il canale non è solo finanziato dalla Russia, ma che anche la sua linea editoriale è dettata dal Cremlino, descrivendo RT France come "la voce di Vladimir Putin" in Francia. Il giornalista Elie Guckert ha descritto Xenia Fedorova come il "capo della propaganda russa in Francia".
Nel 2025 ha condotto un programma settimanale dedicato alla chiesa ortodossa sul canale televisivo C8,  del gruppo Bolloré , e ha scritto numerose rubriche su vari media di sua proprietà. Libération ha previsto che nel 2025 lei "comparirà in tutti i media del magnate francese" .
Nel marzo 2025, Xenia Fedorova ha pubblicato un libro intitolato Banished, sottotitolato "Libertà di espressione sotto condizione".

## Opere
- Xenia Fedorova : Bannie Liberté d'expression sous condition, éditions Fayard, 5 marzo 2025.